# Paroisse de Westmorland
Pour les articles homonymes, voir Westmorland (homonymie).
Ne doit pas être confondu avec Comté de Westmorland ou Paroisse de Westmoreland.
La paroisse de Westmorland est à la fois une paroisse civile et un ancien district de services locaux (DSL) canadien du comté de Westmorland, située au sud-est du Nouveau-Brunswick. Dans le cadre de la réforme de la gouvernance locale du 1er janvier 2023, le territoire du DSL a été réparti entre la communauté rurale de Strait Shores et le district rural de Sud-Est.

## Toponyme
La paroisse de Westmorland est nommée ainsi d'après son comté. Lui-même serait nommé ainsi d'après sa proximité avec le comté de Cumberland, par analogie avec le comté de Westmorland en Angleterre, soit d'après la ressemblance entre les marais de Tintamarre et ceux d'Angleterre.

## Chronologie municipale
La paroisse de Westmorland est érigée en 1786, à partir de la portion nord du canton de Cumberland, ayant échue au Nouveau-Brunswick ; la portion sud fait désormais partie de la Nouvelle-Écosse. La municipalité du comté de Westmorland est dissoute en 1966. La paroisse de Westmorland devient un district de services locaux en 1967.

## Démographie
| 2001  | 2006 | 2011 | 2016 |
| ----- | ---- | ---- | ---- |
| 1 006 | 959  | 964  | 908  |

## Économie
Entreprise Sud-Est, membre du Réseau Entreprise, a la responsabilité du développement économique.

## Administration

### Commission de services régionaux
La paroisse de Westmorland fait partie de la Région 7, une commission de services régionaux (CSR) devant commencer officiellement ses activités le 1er janvier 2013. Contrairement aux municipalités, les DSL sont représentés au conseil par un nombre de représentants proportionnel à leur population et leur assiette fiscale. Ces représentants sont élus par les présidents des DSL mais sont nommés par le gouvernement s'il n'y a pas assez de présidents en fonction. Les services obligatoirement offerts par les CSR sont l'aménagement régional, l'aménagement local dans le cas des DSL, la gestion des déchets solides, la planification des mesures d'urgence ainsi que la collaboration en matière de services de police, la planification et le partage des coûts des infrastructures régionales de sport, de loisirs et de culture; d'autres services pourraient s'ajouter à cette liste.

### Représentation et tendances politiques
Nouveau-Brunswick: Westmorland fait partie de la circonscription provinciale de Tantramar, qui est représentée à l'Assemblée législative du Nouveau-Brunswick par Megan Mitton, du Parti vert du Nouveau-Brunswick. Elle est élue en 2018.
 Canada: Westmorland fait partie de la circonscription fédérale de Beauséjour. Cette circonscription est représentée à la Chambre des communes du Canada par Dominic LeBlanc, du Parti libéral.

### Ancienne administration paroissiale
|  | Indépendant | 1925 - 192? | Walter S. Chapman Lloyd Miner |

## Vivre dans la paroisse de Westmorland
Le bureau de poste et le détachement de la Gendarmerie royale du Canada les plus proches sont situés à Sackville.
Les anglophones bénéficient des quotidiens Telegraph-Journal, publié à Saint-Jean et Times & Transcript, de Moncton. Ils ont aussi accès à l'hebdomadaire Sackville Tribune-Post, de Sackville. Les francophones bénéficient quant à eux du quotidien L'Acadie nouvelle, publié à Caraquet, ainsi que l'hebdomadaire L'Étoile, de Dieppe.